# Odontocera morii
Odontocera morii là một loài bọ cánh cứng trong họ Cerambycidae.